# ليلى باغي والغرين
ليلى ناتالي باغي والغرين (بالسويدية: Laila Bagge Wahlgren)‏ (15 ديسمبر 1972)، وتعرف اختصارا ب ليلى باغي، هي مغنية، كاتبة أغاني ومديرة مواهب سويدية.

## حياتها
والدتها سويدية ووالدها فلسطيني.
وقعت عقدا مع شركة التسجيل موتاون في عقد 1990، وأصدرت أول أغنية لها باسم لنذهب مجددا (بالإنجليزية: Here We Go Again)‏ والتي صنفت من بين أفضل 40 أغنية.
عملت مع سوني بي إم جي لمدة 3 سنوات كمكتشفة مواهب. وجدت أيضا أعضاء للمجموعة النسائية بلاي التي طورتها والتي شاركت في إدارتها جنبا إلى جنب مع ماثيو نولز. وألفت ليلى أغاني لعدة فنانين كسيلين ديون، 98 درجة وميا. سنة 2007، أسست شركتين جديدتين مع أنديرس باغي (كاتب أغاني ومنتج) ونيكلاس والغرين (كاتب أغاني): مجموعة ميريولا الإعلامية، وأغاني مريولا على التوالي.

## التلفزيون
عينت ليلى في لجنة تحكيم في النسخة السويدية الخامسة لبرنامج آيدول مع أنديرس باغي وأندرياس كارلسون، ثم عادت في النسخة السادسة آيدول 2009. سنة 2009، شاركت ليلى في برنامج هيا لنرقص وجائت في المركز الثاني. وسنة 2009 شاركت أيضا في برنامج سأصبح نجما.
ليلى، أنديرس وأندرياس عملوا في البرنامج التلفزيوني صنع في السويد والذي تم بثه لموسمين 2009 و2010.

## حياتها الشخصية
تزوجت ليلى ب أنديرس باغي وأنجبت منه ولد اسمه ليام سنة 2003، ثم انفصلا سنة 2001. وفي 6 مارس 2010 تزوجت مرة ثانية ب نيكلاس والغرين وأنجبت منه ولدا اسمه كيت سنة 2011 لينفصلا في أواخر 2014.

## ديسكوغرافيا

### الألبومات
- 1998: أهلا ليلى (بالإنجليزية: Hello Laila)‏
- 2004: كل شيء عن الحب (بالإنجليزية: All About Love)‏

## الأغاني المنفردة
- 1998: لنذهب مجددا (بالإنجليزية: Here We Go Again)‏